# Boulder Point Lookout
Pour les articles homonymes, voir Boulder (homonymie).
Le Boulder Point Lookout est une tour de guet du comté de Ravalli, dans le Montana, aux États-Unis. Situé à 2 363 mètres d'altitude dans la Bitterroot Range, il est protégé au sein de la  forêt nationale de Bitterroot et se tient à la limite de la Selway–Bitterroot Wilderness. Construit en 1937, il est inscrit au Registre national des lieux historiques depuis le 25 janvier 2018.